# Denizlispor
Denizlispor Kulübü, známější jako Denizlispor, je turecký sportovní klub, z něhož nejproslulejší je fotbalový oddíl založený roku 1966. Klub sídlí ve městě Denizli. Na evropskou scénu fotbalisté Denizlisporu vstoupili roku 2002 a dosáhli nečekaného úspěchu v Poháru UEFA, když vyřadili FC Lorient, Spartu Praha a Olympique Lyon (vyřazeni byli ve 4. kole portugalským klubem FC Porto).